# نینکاه (اکلاهما)
نینکاه(به انگلیسی: Ninnekah) شهری در ایالت اکلاهما کشور ایالات متحده آمریکا است که جمعیت آن در سرشماری سال ۲۰۱۰ میلادی، ۱٬۰۰۲ نفر بوده‌است.